# Jacques-Yves Cousteau
Jacques-Yves Cousteau (Saint-André-de-Cubzac, 11 juni 1910 – Parijs, 25 juni 1997) was een Franse marineofficier, ontdekkingsreiziger en onderzoeker, die de zee bestudeerde en alle daarin voorkomende levensvormen. In Frankrijk was hij bekend onder de naam le commandant Cousteau ("Commandant Cousteau"), buiten Frankrijk als Jacques Cousteau of kapitein Cousteau. Hij is onderscheiden met Franse onderscheidingen als Commandeur de l'ordre national de la Légion d'honneur en het Grand-Croix de l'ordre national du Mérite.

## Biografie

### Jaren voor 1940
Hij werd toegelaten op de École navale (maritieme academie) in Brest en werd officier van de Franse marine, die hem de mogelijkheid gaf zich te wijden aan onderwaterexperimenten. Cousteau trouwde in 1937 met de 18-jarige Simone Melchior. Zij was niet alleen zijn echtgenote maar ook zijn businesspartner en de eerste vrouwelijke scuba duiker. Zij vergezelde Cousteau altijd aan boord van de Calypso, als enige vrouw aan boord, maar kwam zelden voor op de films. Het echtpaar kreeg twee zonen, Jean-Michel Cousteau (1938) en Philippe Cousteau (1940 - 1979), die later ook betrokken waren in de Calypso expedities.

### Tweede Wereldoorlog
In de Tweede Wereldoorlog stond hij kritisch tegenover de bezetters. In zijn boek Le Monde du silence vertelt hij dat de Duitse bezetters in de marinebasis Toulon hem en zijn medewerkers in 1942 ongemoeid lieten bij zijn werk. Kennelijk waren zij onder de indruk van zijn ordre de mission: de opdracht van het Internationale Comité tot Exploratie van de Middellandse zee. Hij ontwikkelde in deze periode samen met Emile Gagnan in het geheim duikapparatuur (gereed in 1943). Deze "aqua-lung" bestond uit een ademautomaat die, afhankelijk van de behoefte van de duiker, lucht van hoge druk uit een duikcilinder via een reduceerventiel en vraagklep op omgevingsdruk leverde. Voor die tijd, waren eigenlijk alleen experimenten gedaan met systemen waarbij een constante hoeveelheid lucht werd geleverd, of gesloten systemen waarbij de uitgeademde zuurstof weer werd ingeademd (zie rebreather). De aqua-lung werd in 1943 in het geheim getest in een baai bij Bandol. In 1997 is ter plaatse een monument onthuld met een bronzen plaque waarop Cousteau, Frédéric Dumas en Philippe Tailliez worden genoemd.
In de jaren na de oorlog ontwikkelde hij technieken voor het opruimen van zeemijnen in Franse havens en verkende hij scheepswrakken. Tevens vormde hij met Frédéric Dumas en enkele andere marineofficieren een speciale onderzoeksgroep (Groupe de Recherches Sous-Marines) in Toulon.

### Expeditieschepen
Zijn eerste expeditieschip na de Tweede Wereldoorlog was de l'Elie Monnier waarmee hij vanaf 1948 samen met zijn vrienden Philippe Tailliez en Frédéric Dumas de Middellandse zee bereisde. Deze vroege expeditieverhalen zijn vastgelegd in het boek Le Monde du silence. Dit schip was ook de basis van de eerste activiteiten van de Groupe de Recherches Sous-Marines. In 1950 kocht hij zijn beroemde schip, de Calypso, waarmee hij menig film en boek over de onderwaterwereld maakte. Een van zijn films won de belangrijkste prijs op het filmfestival van Cannes in 1956. Deze werken droegen veel bij aan de populariteit van de onderwaterbiologie.

### Projecten
Een ander belangrijk initiatief van Cousteau was de bouw van onderwaterverblijven of 'habitats', de zogenaamde Conshelf (Continental Shelf) projecten. Conshelf één was in 1962 gestationeerd in de Middellandse zee nabij Marseille, Conshelf twee in 1963, in de Rode Zee voor de kust van Soedan, en Conshelf drie in 1965 in de Middellandse zee nabij het île du Levant. Conshelf twee is ook verfilmd in de bekroonde documentaire Le Monde sans soleil. Later was Cousteau ook betrokken bij de bouw van een experimenteel door windturbines aangedreven zeilschip, de Alcyone. Cousteau ontwikkelde in 1963 samen met Jean de Wouters een onderwatercamera genaamd "Calypso-Phot", later gelicentieerd aan Nikon en werd zo de "Nikonos".

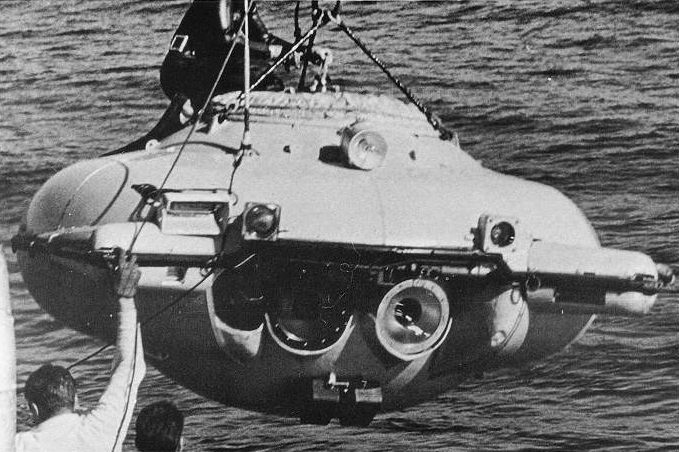
De 'vliegendeschotel' onderzeeboot SP-350

Samen met Jean Mollard ontwikkelde hij de "SP-350", een tweepersoonsduikboot die een diepte van 350 meter onder het wateroppervlak bereikte. In 1965 werd het experiment herhaald en bereikten twee voertuigen een diepte van 500 meter.

### Latere carrière en initiatieven
Cousteau werd benoemd tot directeur van het Musée Océanographique de Monaco, was de leider van de werkgroep voor saturatieduiken (langdurig verblijf op de zeebodem, de eerste bemande onderwaterkolonies) en is een van de weinige buitenlanders die toegelaten werd tot de Amerikaanse Academy of Sciences. Cousteau ontwikkelde zich in deze tijd tot milieuactivist. Bekend is o.a. zijn steun aan een massaal protest in 1960 in Frankrijk tegen storting van radioactief afval in zee. Een grote groep volwassenen en kinderen wisten toen de trein met afval tegen te houden, en terug te laten keren.
In 1974 richtte hij de Cousteau Society op voor de bescherming van het leven in de oceanen en kreeg in 1977 samen met Peter Scott de internationale milieuprijs van de VN en een paar jaar later de Amerikaanse Liberty Medal van Jimmy Carter, die toen president van de Verenigde Staten van Amerika was. In 1988 werd hij verkozen tot lid van de Académie française.

### Jaren na 1990
- 1 december 1990: zijn eerste vrouw Simone overlijdt aan kanker. De urn met haar as is door Cousteau en zijn zoon Jean-Michel met een ceremonie van de Franse marine bij Monaco te water gelaten.
- Juni 1991: Cousteau trouwt met Francine Triplet. Zij hadden al een dochter Diane Cousteau (1980) en een zoon Pierre-Yves Cousteau (1982) uit de periode voor hun huwelijk.
- 1992: uitnodiging voor de milieuconferentie in Rio de Janeiro (Brazilië) van de VN. Cousteau wordt adviseur voor de VN en de Wereldbank.
- 25 juni 1997: Cousteau overlijdt.

## Actueel
De vele films die Cousteau maakte over zijn expedities naar alle uithoeken van de wereld worden nog steeds regelmatig uitgezonden op televisie en houden de herinnering aan hem en de Calypso levend. Zijn kleinzoon Fabien Cousteau is eveneens oceanograaf.

## Films
- The Silent World (Le Monde du silence), regie Jacques-Yves Cousteau en Louis Malle, 1956[3]
- World Without Sun (Le Monde sans Soleil), regie Jacques-Yves Cousteau, 1964[4]
- Voyage to the Edge of the World (Voyage au bout du monde), regie Jacques-Yves Cousteau, Philippe Cousteau en Marshall Flaum, 1976
- Cries from the Deep, regie Jacques Gagné, 1981
- St. Lawrence: Stairway to the Sea, regie Jacques-Yves Cousteau en Jacques Gagné, 1982
- The Life Aquatic with Steve Zissou, regie Wes Anderson, 2004
- L'Odyssee, regie Jérôme Salle, 2016